# Autoroute A51 (Suisse)
Pour les articles homonymes, voir A51.
L'autoroute A51 est une autoroute urbaine du canton de Zurich en Suisse.

## Itinéraire

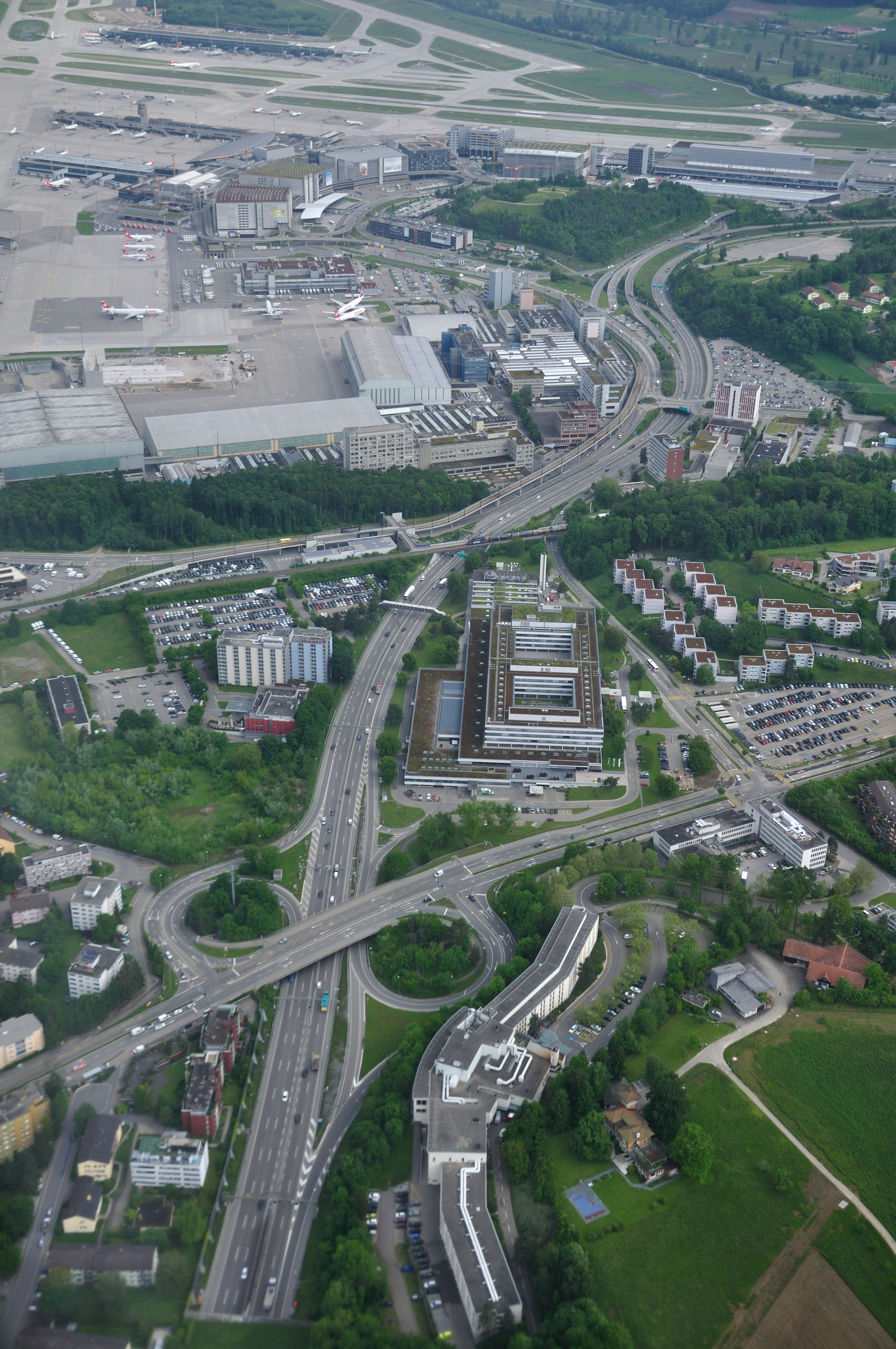
L'A51 entre la sortie de Glattburg (8) et les sorties de l'aéroport 7 et 6.

Elle relie Bülach à Opfikon en passant par Kloten et l'aéroport international de Zurich. Elle est connectée à l'A1 à l'échangeur de Zurich Nord.